# Wilson Tukire
Wilson Tukire (auch Tukiire; * 1. Dezember 1987 in Nsambya) ist ein ugandischer Badmintonspieler. 

## Karriere
Wilson Tukire nahm 2007 an der Sommer-Universiade und 2010 an den Commonwealth Games teil. Bei den Kenya International 2008 wurde er Zweiter im Mixed und Dritter im Herrendoppel. Bei den Uganda International 2008 belegte er Rang zwei im Doppel. 2009 wurde er dort ebenfalls Zweiter im Doppel sowie Zweiter im Einzel. Auch 2011 erkämpfte er sich bei den Uganda International Rang zwei im Doppel. 2013 wurde er dort Dritter im Mixed.